# Balacra erubescens
Balacra erubescens är en fjärilsart som beskrevs av James John Joicey och Talbot 1924. Balacra erubescens ingår i släktet Balacra och familjen björnspinnare. Inga underarter finns listade i Catalogue of Life.